# Paulina Skrabytė
Paulina Skrabytė (n. 20 noiembrie 2000, Palanga, Klaipėda, Lituania) este o cântăreață lituaniană.
A reprezentat Lituania la Concursul Muzical Eurovision Junior 2011 cu piesa Debesys, clasându-se pe poziția a zecea cu 53 de puncte.

## Legături externe
- Site oficial